# Lindquistia indica
Lindquistia indica är en svampart som beskrevs av Subram. & Chandrash. 1977. Lindquistia indica ingår i släktet Lindquistia och familjen kolkärnsvampar.   Inga underarter finns listade i Catalogue of Life.